# Audytorium Kalwina w Genewie
Audytorium Kalwina w Genewie (fr. Auditoire de Calvin) – kaplica w centrum starego miasta w Genewie w Szwajcarii. Ważne, historyczne miejsce dla europejskich Kościołów reformowanych.

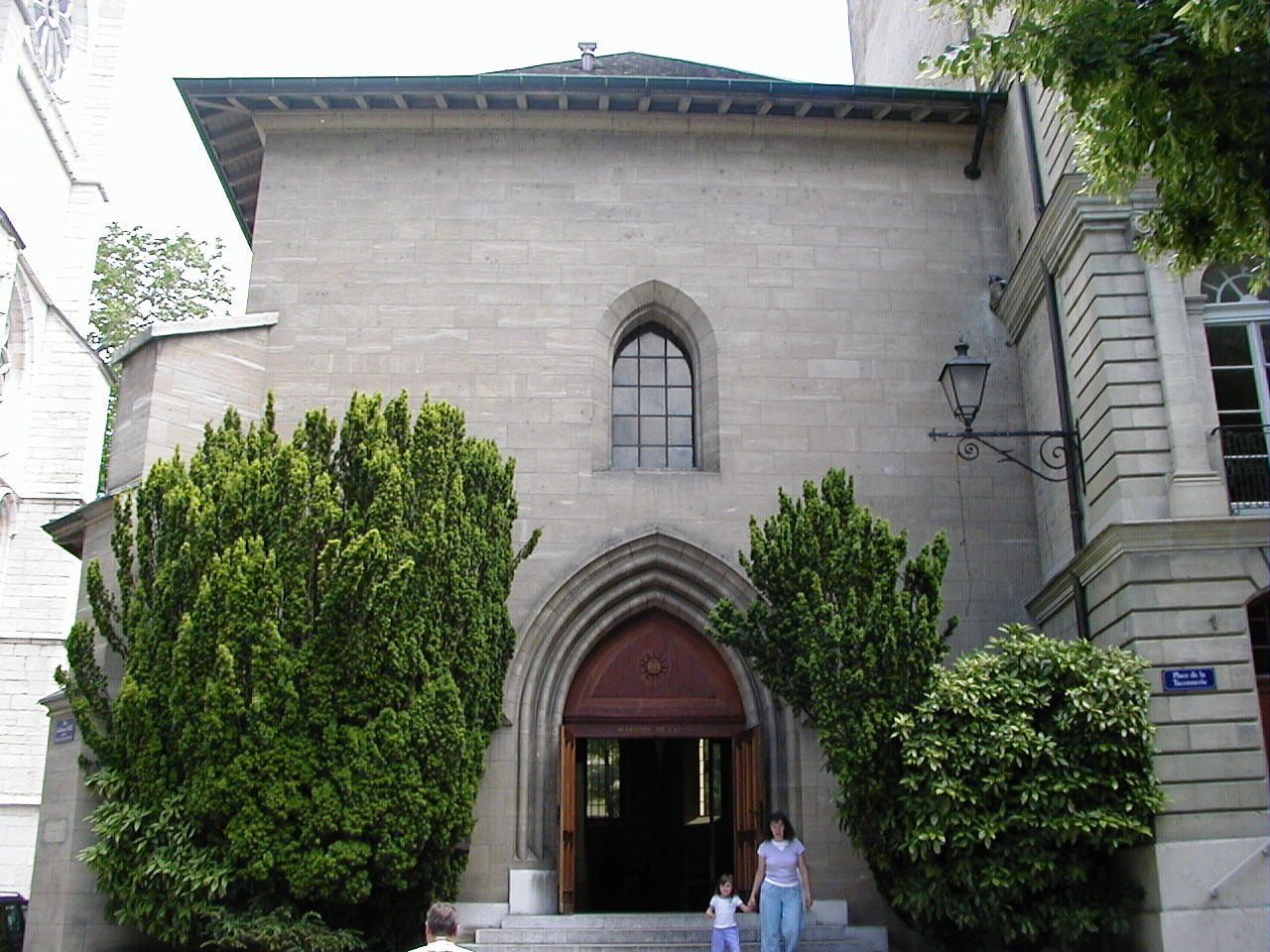
Audytorium Jana Kalwina w Genewie

Znajduje się przy Place de la Taconnerie, tuż obok katedry św. Piotra. Jest to niewielka kaplica z XV wieku, wzniesiona w stylu surowego gotyku w miejscu jakiejś starszej budowli sakralnej. Wystrój wnętrza pochodzi z XVI wieku. Zbierali się tu protestanci ze Szwajcarii, Francji, Niderlandów, krain niemieckich i z Italii, a nauczali wybitni reformatorzy: Jan Kalwin, Teodor de Bèze i John Knox. Kaplica do dziś jest miejscem kultu: spotykają się tu m.in. członkowie Kościołów reformowanych Szkocji, Holandii i Włoch.